# Pointe de l'Ours
La pointe de l'Ours est une presqu'île française du golfe du Morbihan, sur la commune de Sarzeau (Morbihan).

## Géographie
Située sur la presqu'île de Rhuys, la pointe de l'Ours s'étend dans l'axe nord-ouest sud-est. Elle est longue d'environ un kilomètre, sur 600 mètres de largeur. 
Elle fait face à Stibiden, une des îles du golfe du Morbihan.
Avec la pointe du Bréhuidic, elle forme la baie du Lindin.